# Aguastaya
Aguastaya, pleme američkih Indijanaca, možda Coahuiltecansko, koje je nekada obitavalo, južno-jugoistočno od San Antonia u Teksasu. Pripadnici ovog plemena došli su samo u jednu od San Antonio misija, to je San José y San Miguel de Aguay. Točan dolazak na misiju i njihov broj nije poznat jer su se izgubili misijski registri. Po nekim dokumentima na misiju San José dolaze 1720. to jest po njezinom utemeljenjem. Po drugima (dokment u Bexar Archives) dolaze nešto kasnije, 1734. kada su zapisana dva Aguastaya-muškarca.
Za jezik Aguastaya se kaže da je bio coahuiltecanski, no ovo se više ne može dokazati. Njihovo ime naliči imenima dva plemena, jedni su Yguace koje bilježi Álvar Núñez Cabeza de Vaca (1533-34), a drugi Oaz koje 1708. bilježi Isidro Félix de Espinosa. Sličnost u imenima raznih autora mogao bi ukazivati da su Indijanci Oaz, Yguace i Aguastaya, jedan te isti narod.

## Vanjske poveznice
- Aguastaya Indians